# Železniki (gemeente)
Železniki (Duits: Eisnern) is een gemeente in Slovenië en telde tijdens de volkstelling in 2002 6811 inwoners. Železniki ligt aan de Selška Sora. Hier ontwikkelde zich eerst de ijzerindustrie, waar omheen vervolgens Železniki ontstond. Een eerste vermelding van deze vroeg-industriële activiteiten vond reeds plaats in 1348. In 1575 verkreeg het marktrechten.

## Geschiedenis
Gedurende de 17de eeuw telde Železniki en omgeving ruim honderd smederijen. De vraag naar arbeidskrachten werd beantwoord door de komst van vele Friulanen. Het ijzer- en smeedhandwerk kwam tot stilstand rond 1900 en verdween in 1909. Driekwart van de bevolking werkt tegenwoordig in de nabije industrie (elektrotechniek, metaalbewerking, meubelindustrie en schoenenfabriek).
Železniki kent een lange traditie van kantklossen en onderscheidt zich in de motieven van Idrija, dat als het andere traditionele centrum van de kantklostraditie in Slovenië geldt. De plaats bezit een mooie kerk in barokstijl, gewijd aan de H. Franciscus Xaverius en eveneens een parochiekerk van de H. Antonius Abt.
In Železniki werd de literatuurcriticus France Koblar (1889-1975) geboren, aan wie een klein museum is gewijd.

## Plaatsen in de gemeente
Davča, Dolenja vas, Dražgoše, Golica, Kališe, Lajše, Martinj Vrh, Ojstri Vrh, Osojnik, Podlonk, Podporezen, Potok, Prtovč, Ravne, Rudno, Selca, Smoleva, Spodnja Sorica, Spodnje Danje, Studeno, Sveti Lenart, Topolje, Torka, Zabrdo, Zabrekve, Zala, Zali Log, Zgornja Sorica, Zgornje Danje, Železniki
Bled · Bohinj · Cerklje na Gorenjskem · Gorenja vas-Poljane · Jesenice · Jezersko · Kranj · Kranjska Gora · Naklo · Preddvor · Radovljica · Šenčur · Škofja Loka · Tržič · Železniki · Žiri · Žirovnica